# Ples ob drogu
Ples ob drogu je vrsta umetniškega plesa, pri katerem plesalka ali plesalec s pomočjo statičnega in vertikalnega droga izvaja različne plesne, gimnastične in estetske prvine. Od plesalca zahteva dobro koordinacijo, gibčnost in veliko fizične moči. Moderna oblika plesa ob drogu se je mednarodno razširila v devedesetih letih, ko se je v plesnih studiih in telovadnicah začel uvajati tudi kot oblika vadbe. Ta sestoji iz vaj pilatesa, joge in gimnastike. Za promocijo plesa ob drogu je poskrbela tudi ameriška igralka Sheila Kelly, ki se je za vlogo v filmu Dancing at the Blue Iguana (2000) naučila plesa ob drogu, ter ga kot obliko vadbe uvedla v svoj vsakdan. Ustvarila je tudi več učnih videov za vadbo plesa ob drogu. Sam način plesa se po celem svetu razlikuje. V nekaterih državah posvečajo več pozornosti seksapilu, v drugih izvedbi težjih elementov, v nekaterih pa se osredotočajo na umetnost in ta ples poskušajo narediti karseda nenavaden in umetniški.
Ples ob drogu sestoji iz treh vrst osnovnih elementov:
- plesnih korakov in gibov na tleh, poleg ali okoli droga,
- elementov vrtenja na drogu,
- različnih poz in akrobatskih figur na drogu brez stika s tlemi.

Ples ob drogu v povezavi s striptizom je tudi pogosta točka v nočnih lokalih in nima veliko skupnega z modernim plesom ob drogu.